# Linie následnictví nizozemského trůnu

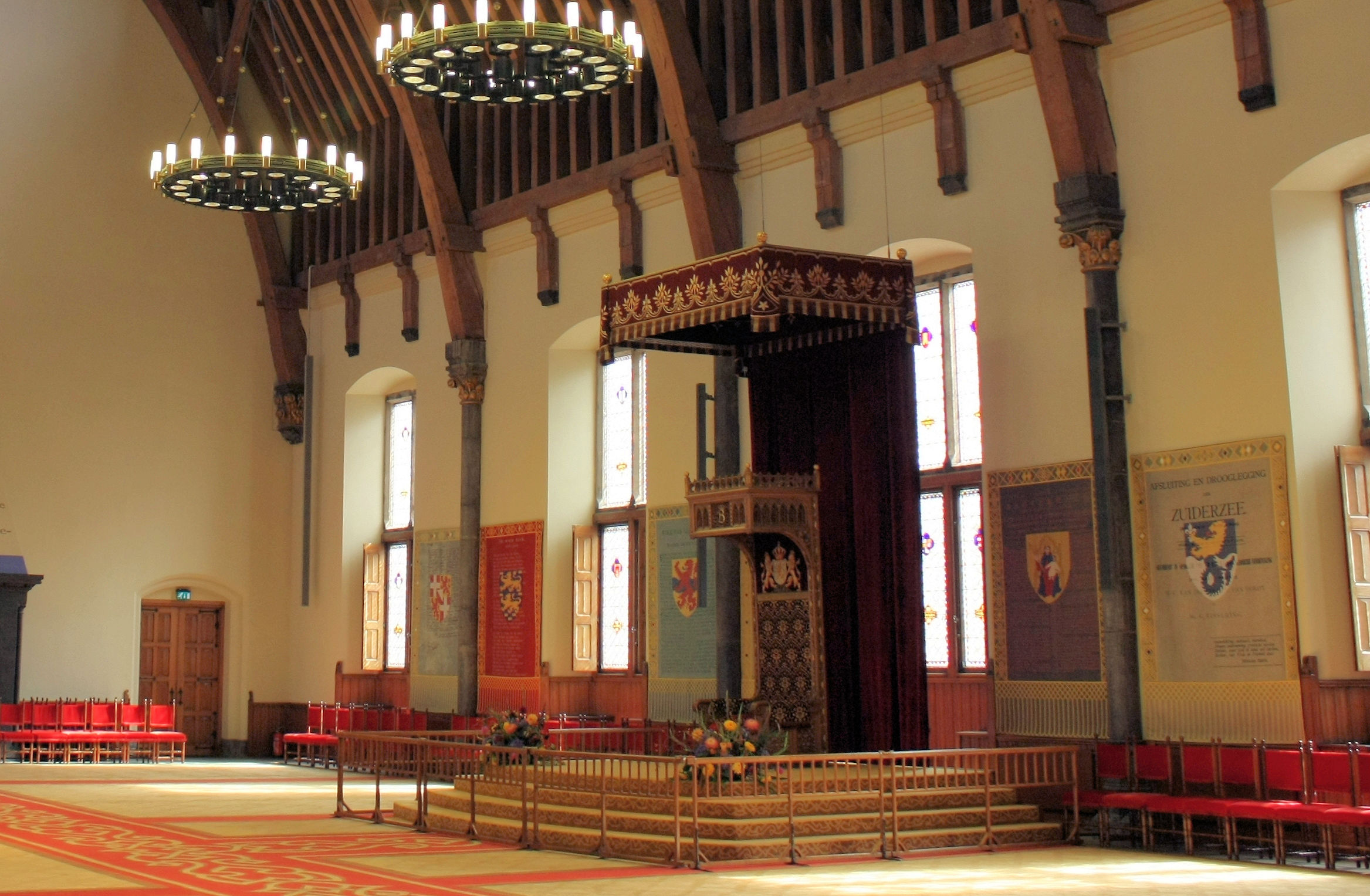
Trůn v Ridderzaalu, ze kterého nizozemský panovník pronáší trůnní řeč v Den prince.

Následnictví nizozemského trůnu probíhá nově od roku 1983 podle rovné primogenitury, tj. následníkem trůnu je prvorozený potomek krále bez ohledu na pohlaví. V letech 1814 až 1887, nemohla na trůn nastoupit žena, pokud žili způsobilí mužští příbuzní. Mužská kognatická primogenitura, tj. trůn dědí nejstarší syn krále popř. vnuk, poté mladší synové či vnuci a pokud nemá syny tak nejstarší dcera a poté mladší dcery, byla přijata v roce 1887, ale byla zrušena, když byla v roce 1983 zavedena absolutní primogenitura. Pokrevní příbuznost byla brána v úvahu od roku 1922, kdy byla změněna ústava, která omezila linii nástupnictví na tři stupně příbuzenství od současného panovníka. V situaci, kdy panovníka vystřídá jeho způsobilá teta nebo strýc, by mohly být osoby dříve z linie následnictví vyloučeny znovu zařazeny do nástupnické linie.
V říjnu 2021 premiér Mark Rutte v dopise parlamentu uvedl, že panovník a následník trůnu si mohou vzít osobu stejného pohlaví, aniž by byli nuceni abdikovat nebo se vzdát svého místa v nástupnické linii.

## Současná linie následnictví
Linie následnictví nizozemského trůnu je následující:
Vilém I. → Vilém II. → Vilém III. → Vilemína I. → Juliána I. → Beatrix → král Vilém-Alexandr
Níže uvedený seznam obsahuje všechny osoby aktuálně způsobilé nastoupit na trůn (číslované 1 až 8) a potomky princezny Margriet, kteří by byli způsobilí, pokud by se stala královnou.
- Král Vilém III. (1817–1890)
  -  Královna Vilemína (1880–1962)
    -  Královna Juliána (1909–2004)
      -  Královna Beatrix (* 1938) 
        -  Král Vilém-Alexandr (* 1967)
          - (1) Catharina-Amalia, kněžna oranžská (* 2003)
          - (2) Princezna Alexia (* 2005)
          - (3) Princezna Ariane (* 2007)

        - (4) Princ Constantijn (* 1969)
          - (5) Hraběnka Eloise (* 2002)
          - (6) Hrabě Claus-Casimir (* 2004)
          - (7) Hraběnka Leonore (* 2006)

      - (8) Princezna Margriet (* 1943)
        - Princ Maurits (* 1968)
          - Anastasia van Lippe-Biesterfeld van Vollenhoven (* 2001)
          - Lucas van Lippe-Biesterfeld van Vollenhoven (* 2002)
          -  Felicia van Lippe-Biesterfeld van Vollenhoven (* 2005)

        -  Princ Bernhard (* 1969)
          - Isabella van Vollenhoven (* 2002)
          - Samuel van Vollenhoven (* 2004)
          -  Benjamin van Vollenhoven (* 2008)